# Jurinia olivaurea
Jurinia olivaurea är en tvåvingeart som beskrevs av Townsend 1914. Jurinia olivaurea ingår i släktet Jurinia och familjen parasitflugor.
Artens utbredningsområde är Peru. Inga underarter finns listade i Catalogue of Life.